# Tho-Radia

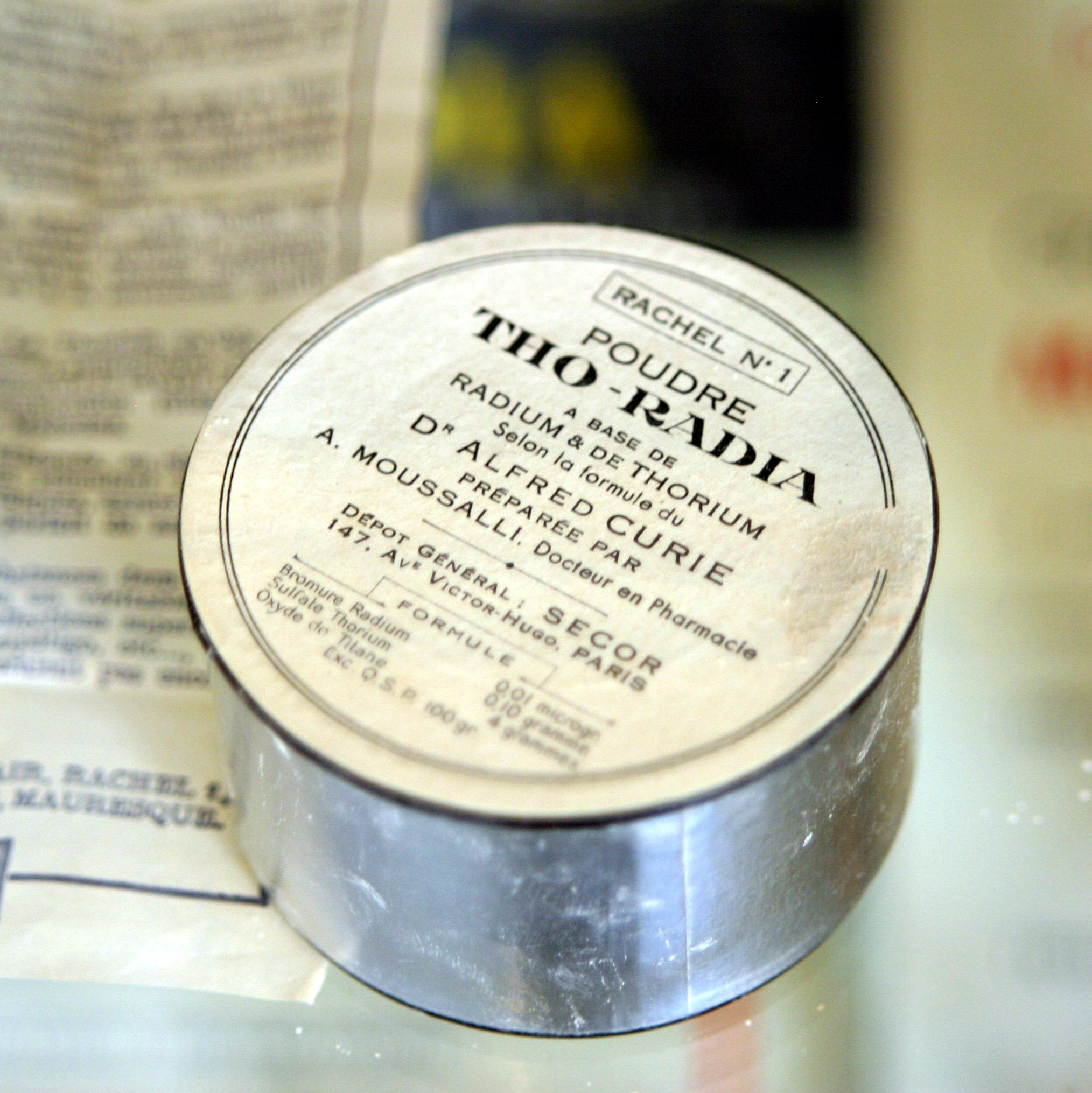
Boîte de poudre Tho-Radia « selon la formule du Dr Alfred Curie » au Musée Curie à Paris.

Tho-Radia est une entreprise pharmaceutique française produisant des cosmétiques entre 1932 et 1968. La particularité des crèmes, dentifrices et savons de la marque Tho-Radia était de contenir, jusqu'en 1937, du radium et du thorium, profitant du succès populaire du radium après sa découverte par Pierre et Marie Curie.

## Fondation

### La «microcuriethérapie»

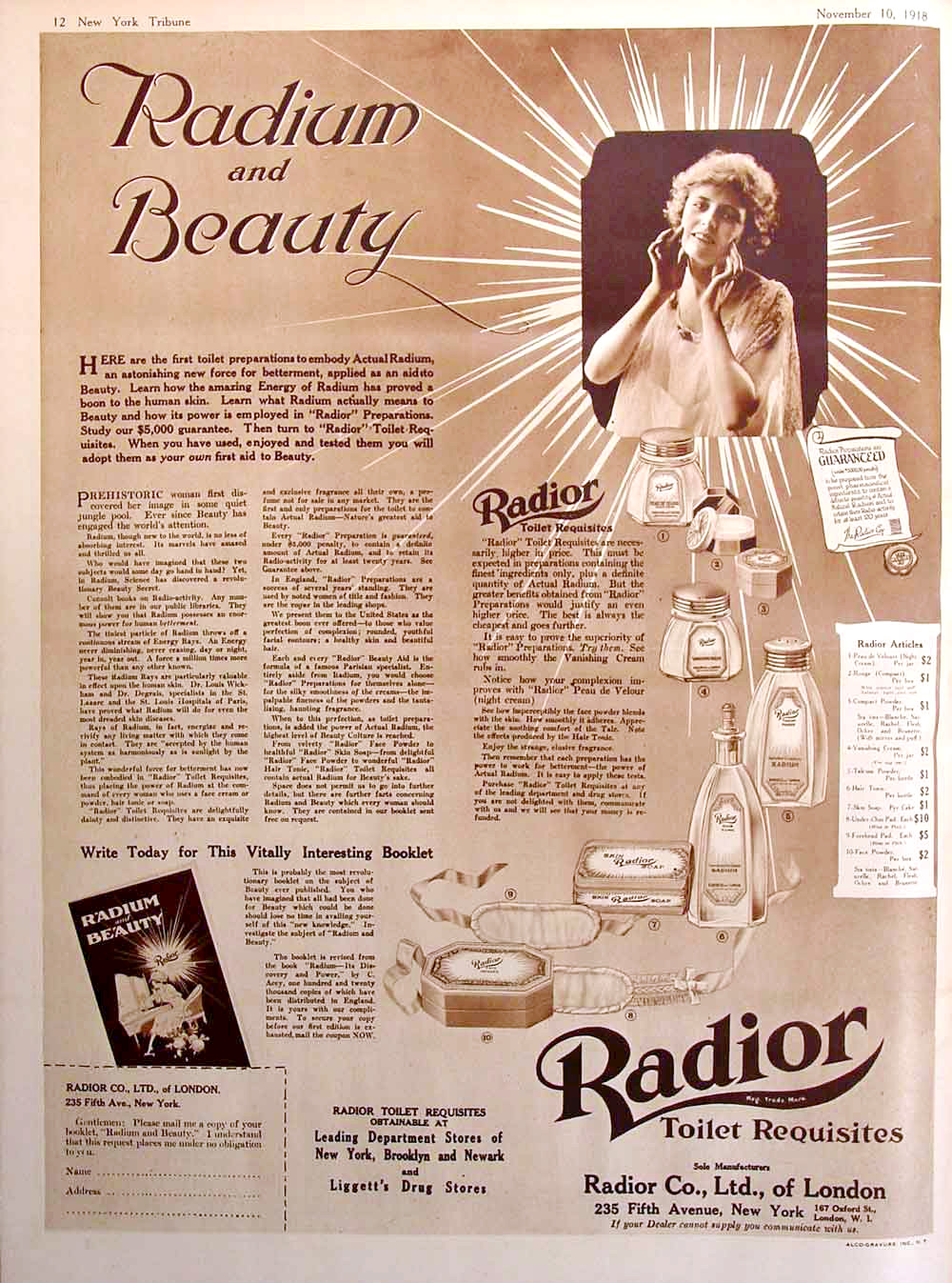
« Le radium et la beauté » : publicité de 1918 pour Radior, une autre marque de cosmétiques contenant du radium.

Au début des années 1910, le pharmacien français Alexandre Jaboin, s'inspirant du succès de la curiethérapie dans le traitement de certains cancers, pose le principe d'une « microcuriethérapie » selon lequel de très petites doses de radium permettraient de stimuler les cellules vivantes et accroître leur énergie. Cette allégation n'est pas prouvée, mais elle déclenche un engouement pour les médicaments et cosmétiques contenant de petites doses de radium. Plusieurs marques se lancent sur ce créneau dans les années 1910, comme les crèmes Activa ou Radior.

### La formule duDrAlfred Curie
Au début des années 1920, le pharmacien d'origine syrienne Alexis Moussalli intègre les laboratoires pharmaceutiques Millot à Paris. Spécialiste des terres rares, il élabore une crème de beauté contenant du chlorure de thorium et du bromure de radium. Afin de lancer sa propre marque et de lui donner une caution prestigieuse, il s'associe avec le docteur Alfred Curie, médecin homonyme de Pierre et Marie Curie mais sans lien avec ces derniers. C'est Alfred Curie qui dépose la marque Tho-Radia le 29 novembre 1932 et autorise l'utilisation de la phrase « selon la formule du Dr Alfred Curie » sur les emballages des produits et sur leurs publicités.

## L'entreprise Tho-Radia

### Lancement

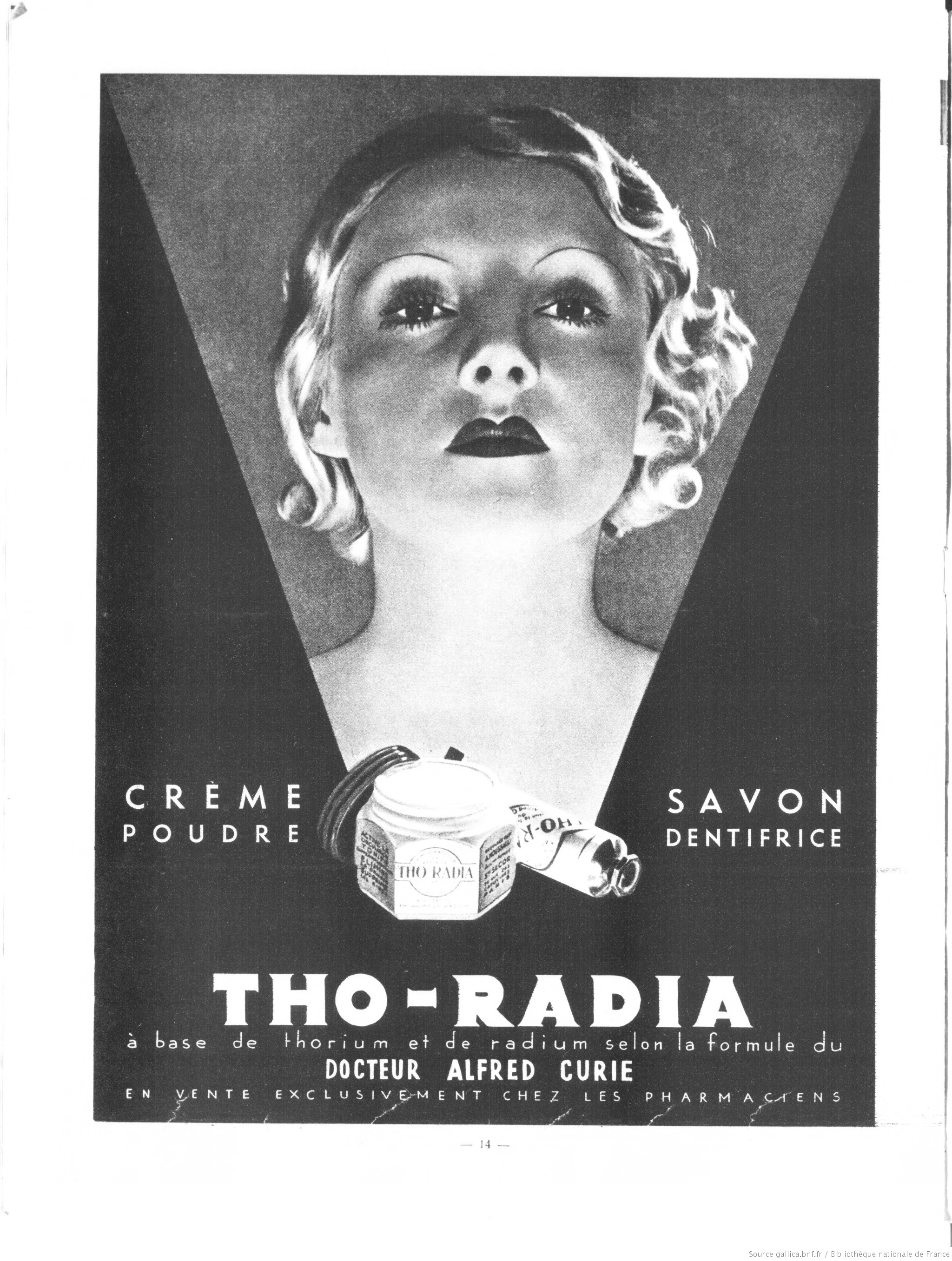
Publicité pour les produits Tho-Radia, parue dans Cinémagazine le 14 février 1935.

Afin de lancer son entreprise, Alexis Moussalli s'associe également avec la Secor (Société d'exportation, commission, représentation), une société commerciale franco-américaine qui commercialise les produits Tho-Radia. La marque est officiellement lancée en 1932 à Paris et en 1933 en province. Les crèmes Tho-Radia se font remarquer par leur publicité très caractéristique conçue par le publicitaire Tony Burnand, représentant une jeune femme blonde éclairée d'en bas par des rayons ; cette image, associée par le public à la marque, est reprise jusque dans les années 1950. Le succès de la crème Tho-Radia permet à Alexis Moussalli de commercialiser sous la même marque de la poudre, du dentifrice et du savon, ces deux derniers étant vendus comme contenant uniquement du thorium.
Les premiers produits Tho-Radia contiennent effectivement du radium puisqu'une analyse du Laboratoire de recherches scientifiques de Colombes effectuée en juillet 1932 atteste qu'il y a « 0,223 microgramme de bromure de radium pour 100 grammes de crème ».
Cependant, à partir de 1937, les règlements sur la commercialisation des produits contenant des éléments radioactifs changent, imposant de ne les vendre que sous prescription médicale et avec une étiquette rouge portant la mention « poison » (ou « toxique » pour les produits à ingérer). Tho-Radia change alors de stratégie : le 23 avril 1937, la SECOR redépose la marque Tho-Radia en faisant disparaître toute allusion au radium et à Alfred Curie, ne conservant que le nom de marque à succès.

### Délocalisation à Vichy

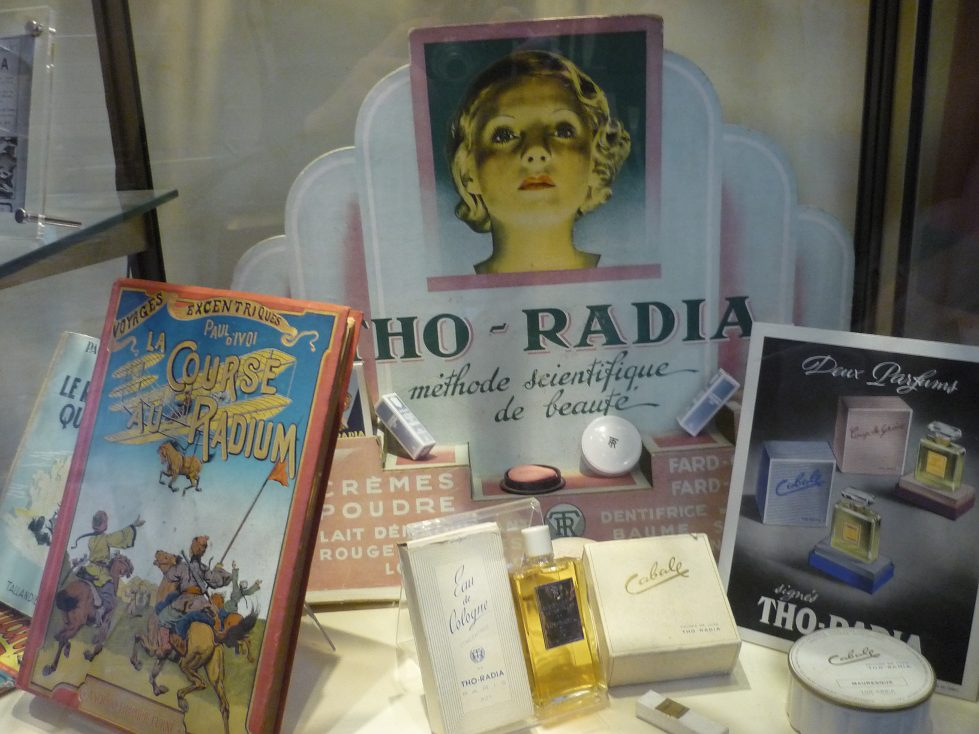
Divers produits Tho-Radia, avec en arrière-plan le visage de la jeune femme blonde utilisé dans les publicités de la marque. Musée Curie, Paris.

La Seconde Guerre mondiale oblige l'entreprise à déménager de Paris à Vichy, où siègent déjà d'autres entreprises du même secteur, entre 1939 et 1940. Le régime de Vichy s'intéresse à l'entreprise, souhaitant remplacer des actionnaires juifs de la SECOR par des « Français aryens ». Mais la Suisse, dont les deux principaux actionnaires sont originaires, s'oppose à tout rachat, et l'ambassadeur de Suisse à Vichy, Walter Stucki, intervient pour faire traîner l'opération, qui ne se fait finalement pas.
Les affaires de Tho-Radia sont ralenties pendant la guerre, mais reprennent à partir de 1948, quand Alexis Moussalli et l'ingénieur chimiste Pierre Corniou développent pour la gamme un lait de beauté, des parfums et du rouge à lèvres. À son apogée, l'entreprise emploie entre 80 et 90 salariés.

### Déclin
Après le décès d'Alexis Moussalli en 1955, ses héritiers congédient les administrateurs de la Secor, mais la marque, confrontée à une concurrence de plus en plus rude, est en perte de vitesse.
En 1962, la liquidation judiciaire de Tho-Radia est prononcée, et l'entreprise est rachetée par les laboratoires Lafarge (eux-mêmes rachetés par Sanofi en 1976). Lafarge ferme l'usine de Vichy en 1965 et délocalise l'activité à Châteauroux, mais devant le déclin des ventes, la marque Tho-Radia est abandonnée en 1968.